# Britz-Süd (métro de Berlin)
Britz-Süd est une station de la ligne 7 du métro de Berlin. Elle est située sous l'intersection de la rue Gutschmidt et de l'avenue Fritz-Reuter, dans le quartier de Britz, arrondissement de Neukölln à Berlin en Allemagne.

## Situation sur le réseau

Plan du métro.

La station Britz-Süd de la ligne 7 du métro de Berlin, est située entre la station Parchimer Allee, en direction du terminus Rathaus Spandau, et la station Johannisthaler Chaussee, en direction du terminus Rudow.
Elle dispose d'un quai central, encadré par les deux voies de la ligne.

## Histoire
Britz-Süd est mise en service le 29 septembre 1963 lors de l'ouverture à l'exploitation du prolongement de la ligne depuis Grenzallee. Elle demeure le terminus jusqu'au 2 janvier 1970, quand est mis en service un nouveau prolongement jusqu'à Zwichauer Damm.
En 2003, une deuxième bouche est ouverte au nord de la station.

## Services aux voyageurs

### Accès et accueil
La station comprend deux bouches au nord et au sud, équipées d'ascenseurs et d'escaliers mécaniques, qui la rendent totalement accessible aux personnes à mobilité réduite. Les deux voies encadrent un quai central.

### Desserte
Britz-Süd est desservie par les rames circulant sur la ligne 7 du métro.

Installations et desserte
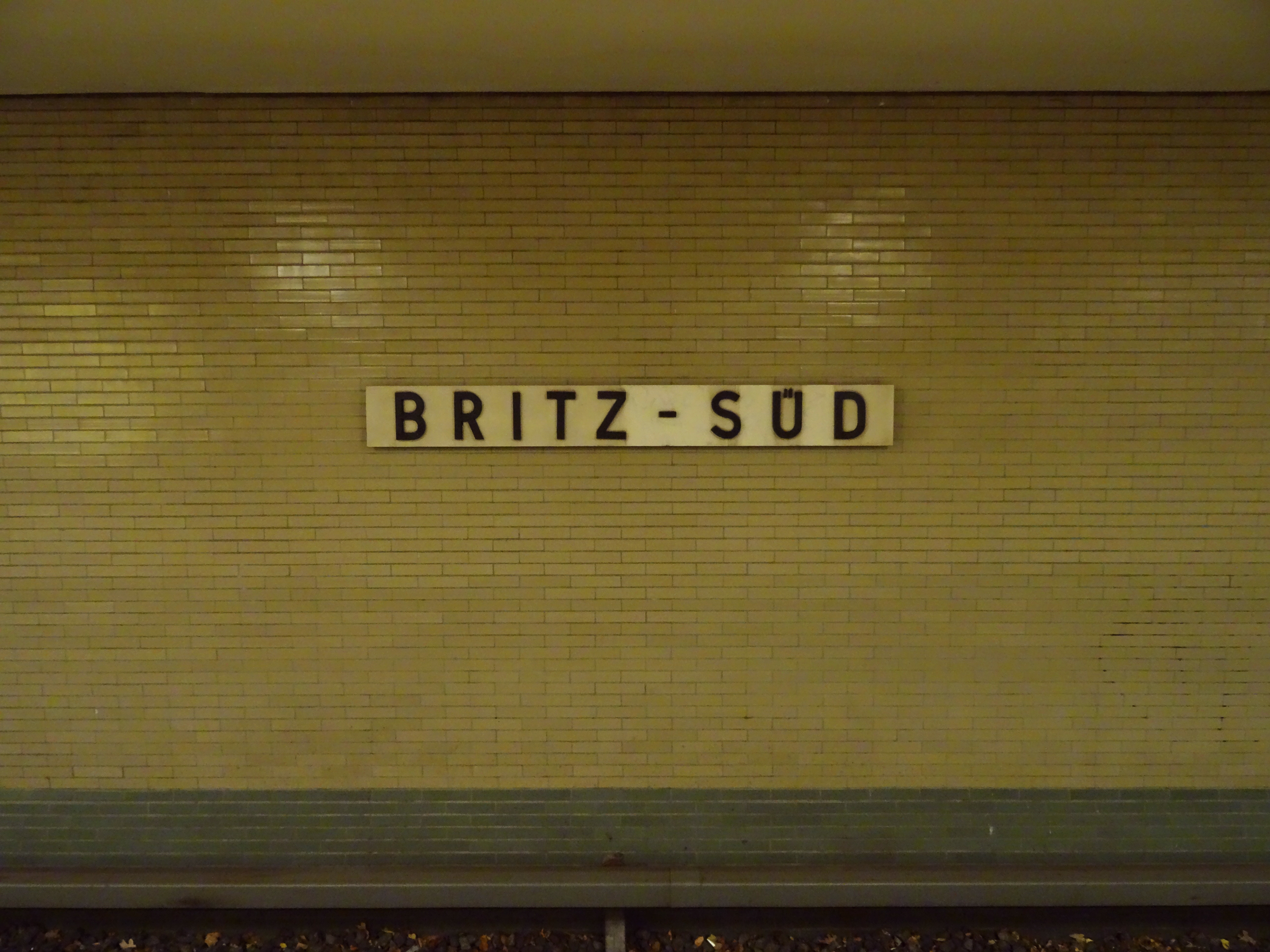
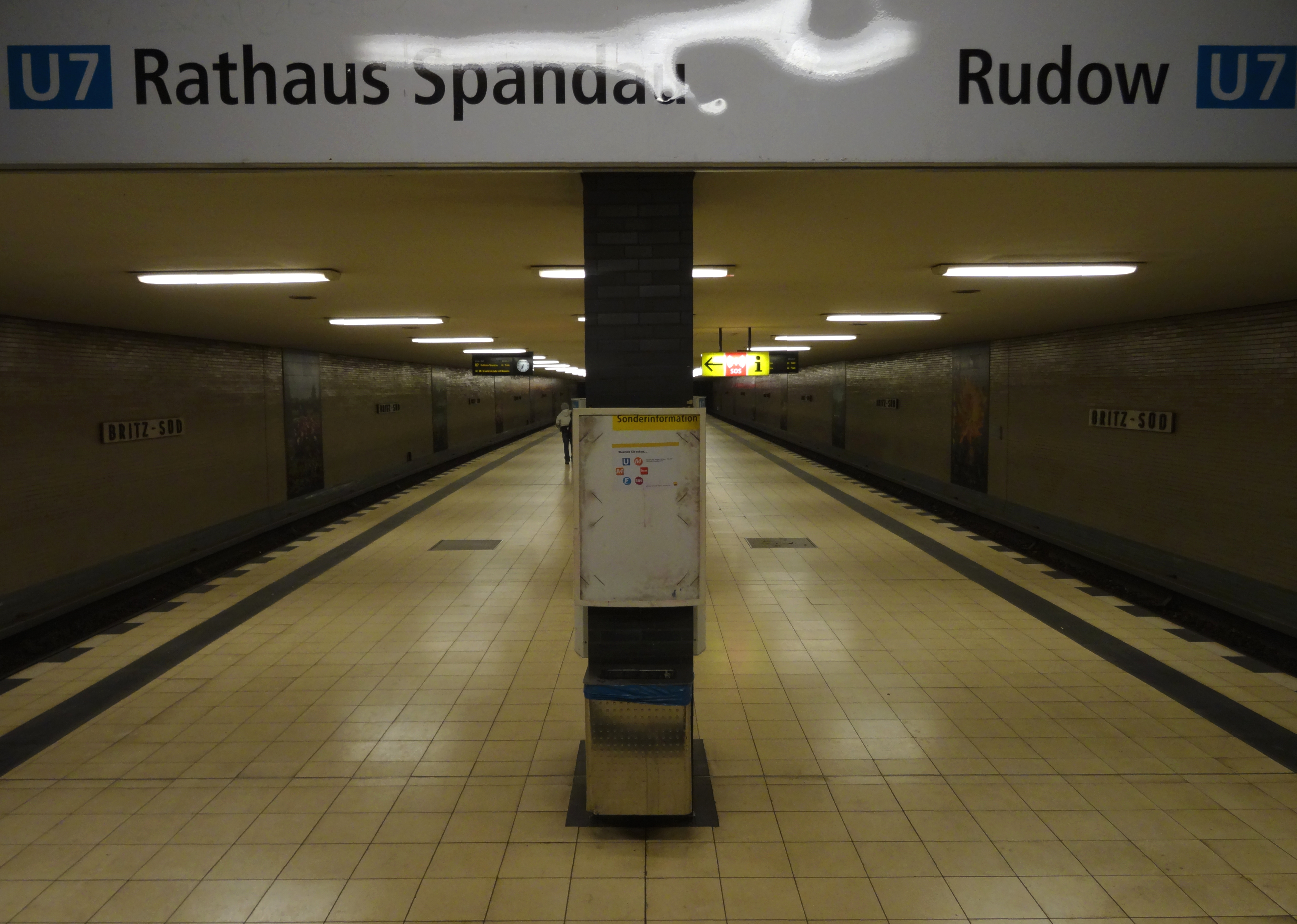
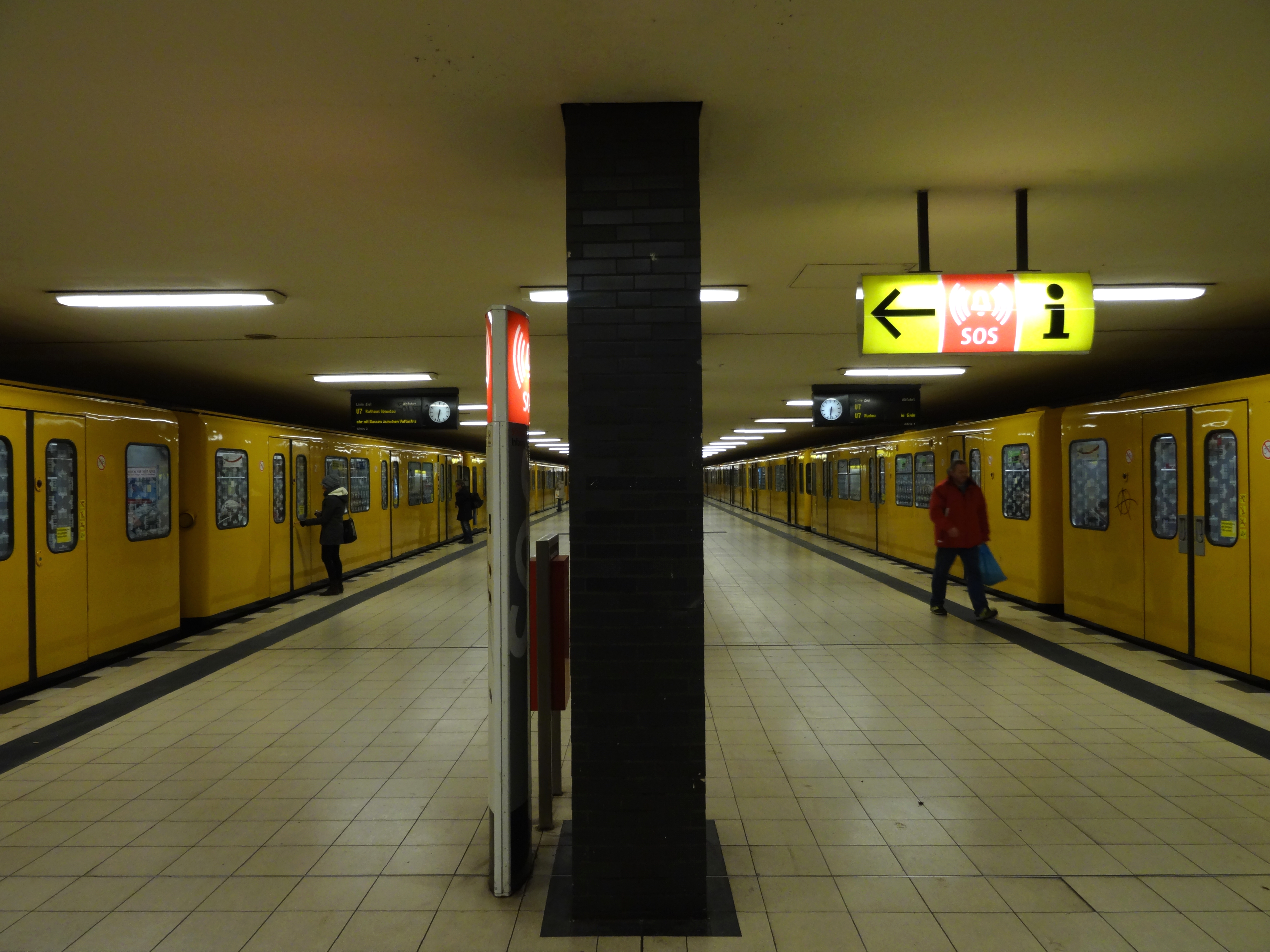

### Intermodalité
La station de métro est en correspondance avec les lignes d'autobus no 181 et M46 de la BVG.